# クラレンス・スタイン
クラレンス・スタイン（Clarence Samuel Stein, 1882年6月19日 - 1975年2月7日）はアメリカ合衆国の都市計画家、建築家。ガーデンシティをヒントにつくられた都市ラドバーンの設計者として知られる。

## 生い立ち
ニューヨーク州ロチェスターに生まれる。父親は民間会社の社長。
ユダヤ人で、周囲の環境に浸漬した倫理的な文化社会を享受する。物理的および精神的な労働力の統合は、普遍的な人道主義的哲学の概念の重要性は個性的感性を育むが、体が弱く、変則的なワークショップの学校に通い、革新的思想の文脈の中で彼の感性を開発。また凝り性で強烈な感性を持つ若いクラレンスは大学入学直前に神経衰弱を発症、治療に耐えるためにフロリダですごす。その後治癒しニューヨークに戻ったが、すぐに進学できず、その代わりに、家の事業を手伝い、物理的および精神的な療養も兼ね、哲学にマッチした彼が教育を受けていると同じと考えていた。
１年後、アメリカの中流家庭子息が大学に通う前に必須のステップと考えられたグランドツアーに、彼も父親の会社名義で、芸術と文化の中心地ヨーロッパに旅立つ。米国に戻って再び家業に身を浸漬し、大学進学を延期。兄弟や仲間たちなど多くの人と志を同じくする若い男性たちでの小さなコミュニティで、他の多くのそのような急成長した社会の動きをモデルとした青年市営クラブを組織し、後に近代的な都市の混沌とした生活の改善のために攪拌させ、社会勉強に専念していた。
1904年、コロンビア大学建築学部に入学し1907年に卒業したが、アイビーリーグアカデミーで繁栄した才能ある者にふさわしい伝統的なリベラル·アーツのコースを経ることなく、その代わりに、キャビネット製作、家具デザイン、そしてより一般的な設計課題をこなすなど、彼は新たに現実主義と進歩の影響を受けてコロンビアに現れるコースに焦点を当てた。ヨーロッパツアーの経験で、スタインは一流だが依然として深く保守的な方向へと進もうと、深く現代のパリのビジョンに感銘を受けたことから、大学在学中の1905年と卒業後から1911年まで、パリに滞在、ボザールで学んだほか欧州各地をスケッチ旅行。

## 始動
米国に帰国後の1911年からニューヨークで設計活動開始。深く保守的なゴシックリバイバル建築家バートラム・グロスウェナー・グッドヒューと、輝かしい実績はあるが同様に保守的なパートナー、ラルフアダムス・クラムとで主宰する事務所「クラム・グッドヒュー・アンド・ファガーソン」に入所。グッドヒュー事務所で3つの大規模プロジェクトに貢献する。ひとつは1915年にカリフォルニア州サンディエゴの企業城下町タイロンで行われたパナマ·カリフォルニア博覧会の会場計画（現在のパルモア公園）で、1915年から1917年にかけて、ニューメキシコの炭鉱都市であるティロンのためのマスタープランとカリフォルニア工科大学パサデナでの個々の建物設計である。
その後、第一次世界大戦に、アメリカ陸軍工兵隊中尉として、従軍。除隊後、再びニューヨークに戻る。1919年から、当時のニューヨーク州知事アルフレッド・スミスの住宅政策のブレーンとなる。また、1919年から1920年まで、ニューヨーク州再開発委員会住宅部会長。ニューヨーク・シティクラブやハドソン・ギルド（ウエストサイド区の隣保事業団）などにも出入りし、1923年から1926年まで、ニューヨーク州住宅・広域計画委員会委員長を務める。1921年にヘンリー・ライトと出会い、またアメリカ建築家協会（AIA）の住宅地や都市計画に関する協議会の中心となる。

## 協会設立
1923年、ニューヨークの地域開発と住宅問題などに関心をもっていたヘンリー・ライト、チャールス・ホイトカー、ルイス・マンフォードらと共に、アメリカ広域計画協会RPAAを設立し、1928年から1948年まで、初代会長アレクサンダ・l・ビングの後をついで会長を務める。
1924年、スタインは「戦後のニュータウン」の新たな思想を発見するために、ライトと共に、イギリスの二つの田圃都市ならびに、ハムステッド・ガーデンサバーブを訪問し、エベネザー・ハワード、レイモンド・アンウィンに面会し、大きな啓示を受けた。「私はエペネザー・ハワード、レイモンド・アンウインの信徒となり、アメリカに帰国した」とスタイン自ら記述している。1925年にはハワードが設立した国際組織の田園都市・都市計画協会IFHPの副会長に就任する。その後、1938年までIFHPの理事を務める。

## 住宅地開発
IFHP初の欧州以外の大会をニューヨークで開催することに尽力し、ハワード、アンウィンら主なメンバーがニューヨークを訪れることとなる。スタインはこのときに、アメリカ合衆国で田園都市を創造するために、住宅問題や労働運動に対して何らの貢献をしたいと考えている賛同者をつのり、ガーデンシティの建設を提案した。そこで、ビングを説得して新しい住宅会社の財政的な支援引き出しと、ライトへの参加を呼びかけ、ビングを社長として都市住宅会社が設立され、スタイン、ライトの共同設計により、まず1924年から1928年にかけて、ニューヨーク市クイーンズ区で大規模な集合住宅の開発である、サニーサイド・ガーデンズ（SunySide Gardens）の計画を試験的に開始。1924年にはビンクからの株式配当によって、建設が開始される。次いで、ガーデンシティの思想をそっくり実現するために、1928年に着手された第二のプロジェクトが「ラドバーン」であった。同年、スタインは舞台や映画で活躍する女優アリーン・マクマホンと結婚。1930年からはピッツバーグのチャタムビレッジの計画に着手する。

## その後
1930年にスタインとRPAAの他のメンバーらは、しばらくの間は連邦政府から住宅問題解決に関する業務を受託し、彼らは短命の下で政府主導の計画されたコミュニティの創造のためにロビー活動を行って全国の22の緑のベルト構築や定住管理と町の再定住の計画策定などを行っており、メリーランドのグルーンベルト、ウィスコンシン州グリーンデールとオハイオ州グリーンヒルズの三つは、実際に造られたが、定住管理は1936年に溶解し、そのときに他の計画は停止された。1934年には、ライトとの協働を解消。スタイン個人は当時の政府筋の緑地帯都市計画のコンサルタントを務めている。
スタインの他の都市計画のクレジットのうちとして、1935年のフォートグリーンプロジェクトのほか、ブロンクスのウィリアムス・ブルッジ、ヒルサイドホームズの5つの都市ブロックのアール公開管理ワークスやブルックリンのウォルト・ホイットマンハウスで大規模な戦時労働力ハウジングの一部を手がけ、1941年にはカリフォルニア州ロサンゼルスのボールドウィンヒルズビレッジ（現在は緑の村）を手がける。
その後病を発症して闘病生活を20年程経験、戦後は1951年から手がけたカナダ・ブリティッシュコロンビア州キティマトの再計画で、1954年にこのニュータウン開発公社の局長に就任。1956年にはAIAゴールドメダルを授与。1975年、彼は93歳で死去した。